# Àrea Regional d'Instrucció d'Atestats i Custòdia de Detinguts
L'Àrea Regional d'Instrucció d'Atestats i Custòdia de Detinguts, o ARIACD, és un organisme específic de la Regió Policial Metropolitana de Barcelona (RPMB) dels Mossos d'Esquadra que s'encarrega de vigilar a les cel·les de la comissaria de les Corts totes les persones que s'han detingut a la ciutat de Barcelona, i d'instruir-ne els atestats que se'n derivin. Posteriorment les posa a disposició judicial.

## Funcions
Segons l'article 151 del Decret 243/2007 les tasques que desenvolupa l'ARIACD són:
- La instrucció dels atestats corresponents a les persones detingudes en el centre de detinguts de la Regió Metropolitana Barcelona.
- La custòdia de les persones en el centre de detinguts de la Regió Metropolitana Barcelona.
- El trasllat de persones detingudes en el centre detinguts de la Regió Metropolitana Barcelona a les dependències judicials de la ciutat de Barcelona.
- La interlocució amb els òrgans judicials i la fiscalia a la ciutat de Barcelona.
- La supervisió tècnica dels atestats elaborats en l'àmbit de la Regió.

Aquesta àrea regional específica només la té la ciutat de Barcelona, que centralitza tots els detinguts de la ciutat a les mateixes dependències. A la resta de regions policials cada comissaria té les seves pròpies cel·les.

### Les denúncies des dels hotels
Des del 2011 s'està implantant a tots els hotels barcelonins un sistema informàtic per poder tramitar ells mateixos les denúncies més senzilles de furt en diverses llengües (castellà, anglès, francès, italià, alemany o japonès) a més del català, fent constar les circumstàncies en què s'ha produït i la llista de les propietats sostretes. Aquesta denúncia els hotels l'envien per internet a l'ARIACD que en mitja hora la valida i la reenvia a l'hotel el qual imprimeix dues còpies de la denúncia que el turista ha de signar: una per ell mateix i l'altra per la policia catalana. Aquests sistema evita que els turistes hagin de desplaçar-se a una comissaria evitant la generació de cues i facilitant que el màxim de robatoris siguin denunciats. El gener del 2012 aquest protocol ja funcionarà en els hotels de tota la ciutat. Cal dir que aquests sistema informàtic no es pot usar en els casos més greus de robatoris violents, amb intimidació i amb força, ni tampoc en els casos que la sostracció superi els 10.000 €.

## Estructura
L'Àrea Regional d'Instrucció d'Atestats i Custòdia de Detinguts depèn orgànicament de la Regió Policial Metropolitana de Barcelona dels Mossos. La seu administrativa es troba a la comissaria de l'ABP de les Corts. El comandament directe de l'àrea està en mans d'un cap i d'un sotscap (subordinat a les ordres del primer), els quals acostumen a ser un inspector i un sotsinspector respectivament.

## Història
Fou a les cel·les de detenció d'aquesta àrea, a la comissaria de les Corts, on el 2007 es van filmar secretament uns suposats maltractaments policials que el conseller Joan Saura va fer públics per dur el cas als tribunals. Les imatges es van difondre pels mitjans de comunicació i es va generar una àmplia polèmica ciutadana, i des de llavors les relacions entre la policia catalana i el conseller foren molt tibants. Posteriorment la justícia va absoldre els mossos implicats per què a la filmació es veia clarament com el detingut mantenia una actitud desafiant i agressiva negant-se a ser escorcollat. Posteriorment es van instal·lar càmeres a tota l'ARIACD, i avui dia tots els espais de detenció de la policia catalana compten amb càmeres de videovigilància. Tot i l'agra polèmica, cal dir que actualment no només són acceptades pels policies sinó que les veuen molt positivament, ja que consideren que des que s'han instal·lat es pot demostrar la falsedat de denúncies per maltractaments que mai s'han produït.